# Bladrullesyge
Bladrullesyge er en virussygdom som ses hos kartofler. Sygdommen blev i Danmark første gang registreret i 1905.
Sygdommen hæmmer kartoffelplantens vækst og knolddannelse. Bladrullesyge spredes fra kartoffelplante til kartoffelplante med sugende insekter som vektorer. Det gælder f.eks. bladlus og tæger.